# Blauaugentäubchen
Das Blauaugentäubchen (Columbina cyanopis) ist eine seltene Taubenart aus Brasilien. Sie wird der Gattung der Columbina aus der Unterfamilie der Amerikanischen Kleintauben zugerechnet.

## Beschreibung
Das Blauaugentäubchen erreicht eine Länge von 15,5 bis 17 Zentimetern. Sie ist damit nur wenig größer als eine Diamanttaube, allerdings ist ihr Schwanz etwas kürzer und stärker abgestuft.
Kopf, Nacken, Brust, Bürzel und Flügel sind rostbraun. Der Mantel und die restliche Unterseite zeigen ein helles Braun. Kehle und Steiß sind weißlich. Die Flügel weisen dunkelblaue Flecken auf. Die äußeren Handschwingen sind dunkelbraun. Der Schwanz ist schwärzlich. Die Unterflügeldecken sind kastanienbraun. Die Iris ist blau und von einem grauen Augenring umgeben. Der Schnabel ist schwarz mit einer grauen Basis. Die Füße sind rosa. Die Weibchen sind heller als die Männchen.

## Lebensweise
Das Blauaugentäubchen ist bisher nur wenig erforscht. Es bewohnt die Cerrado-Steppe. Gelegentliche Beobachtungen gab es früher auch in abgeernteten Reisfeldern. Das Blauaugentäubchen ist territorial und tritt einzeln oder in Paaren auf.

## Status
In den Jahren 1823 bis 1825 fing Josef Natterer die ersten fünf Exemplare in Mato Grosso. 1904 gab es einen Nachweis aus São Paulo. Ein weiterer historischer Nachweis stammt aus den Jahren 1940 und 1941, als zwei Exemplare in Goiás gesammelt wurden. Die Sichtungen in jüngster Zeit sind alle unbestätigt. Zwei Beobachtungen waren während der 1980er Jahre im Reservat Serra das Araras und bei Cuiabá im Bundesstaat Mato Grosso. Eine letzte Sichtung soll es im Oktober 1992 bei Campo Grande im Bundesstaat Mato Grosso do Sul gegeben haben. Im Jahr 2015 wurde die Art schließlich wiederentdeckt. Die größte Gefährdung stellt die Umwandlung der Cerrado-Steppe in Eukalyptus-Plantagen und in Weideland dar. BirdLife International schätzt den Bestand auf zwischen 50 und 250 Exemplare.

## Erhaltungszucht
Laut dem Zoo in Chester gibt es nur noch etwa 15 frei lebende Exemplare der Art. Mit Genehmigung des brasilianischen Instituto Chico Mendes de Conservação da Biodiversidade darf ein Forschungsteam, bestehend aus Wissenschaftlern des Zoos und aus den USA, Eier aus den Nestern entnehmen und die Küken in menschlicher Obhut per Hand aufziehen. Dies ist 2023 bereits mit einem Weibchen und einem Männchen gelungen. Im Jahr 2024 wurden erneut zwei Eier entnommen. Eines der Küken ist bereits als Embryo abgestorben während das zweite Tier erfolgreich aufgezogen werden konnte.
Diese drei Tiere sollen in den nächsten Jahren mit weiteren Entnahmen von Eiern zu einer stabilen Population erweitert werden. So kann die Art in menschlicher Obhut erhalten werden und in einem weiteren Schritt sollen Tiere der Art wieder ausgewildert werden.

## Belege